# Lachlania santosi
Lachlania santosi is een haft uit de familie Oligoneuriidae. De wetenschappelijke naam van de soort is voor het eerst geldig gepubliceerd in 1987 door Pereira.
De soort komt voor in het Neotropisch gebied.